# Deutsch-kuwaitische Beziehungen
Die Deutsch-kuwaitischen Beziehungen sind gut und als Land mit traditionell guten Kontakten in die arabische Welt verfügt Deutschland in Kuwait über ein hohes Ansehen. Unter den EU-Staaten ist Deutschland für Kuwait der wichtigste Handelspartner.

## Geschichte
Kuwait erlangte am 19. Juni 1961 die Unabhängigkeit vom Vereinigten Königreich. Die Bundesrepublik Deutschland eröffnete am 4. November 1963 ein Konsulat in Kuwait, das am 7. Juni 1971 zu einem Generalkonsulat aufgewertet wurde. Am 3. Februar 1973 wurde die Vertretung in eine Botschaft umgewandelt. Auch die DDR nahm in den 1970er Jahren diplomatische Beziehungen zu Kuwait auf und war ab 1972 mit einer eigenen Botschaft im Land vertreten. 1982 besuchte Erich Honecker Kuwait. Beim irakischen Überfall auf Kuwait im Zweiten Golfkrieg diente die sich im Rahmen der Deutschen Wiedervereinigung bereits im Abwicklungsprozess befindende DDR-Botschaft als Zufluchtsort für deutscher Staatsbürger in Kuwait. Diese wurden nach Bagdad gebracht, dort festgehalten und schließlich durch Vermittlung von Willy Brandt in die Heimat geholt.
Im Jahre 2007 unterzeichneten beide Staaten ein Abkommen zur verstärkten Zusammenarbeit in der Sicherheitspolitik. Im April 2010 besuchte Emir Sabah al-Ahmad al-Dschabir as-Sabah Deutschland, was einen Höhepunkt der bilateralen Beziehungen markierte. 2011 besuchte Bundespräsident Christian Wulff Kuwait, um an den Feierlichkeiten zum 50. Jahrestag der Unabhängigkeit des Landes teilzunehmen. 2018 unterzeichnete der deutsche Außenminister Heiko Maas eine Absichtserklärung zur weiteren Intensivierung der bilateralen Beziehungen.

## Wirtschaftliche Beziehungen
Das Gesamtvolumen des Handels mit Kuwait belief sich im Jahr 2021 auf 1,0 Milliarden Euro, womit Kuwait den 79. Platz in der Rangliste der deutschen Handelspartner belegt. Da Kuwait zu den reichsten Ländern der arabischen Welt gehört, ist es ein nennenswerter Abnehmer deutscher Waren und importiert bevorzugt industrielle und chemische Erzeugnisse aus Deutschland. Aufgrund des relativ kaufkräftigen Marktes sind in Kuwait über 700 Marken und Unternehmen aus Deutschland vertreten. Gleichzeitig ist Kuwait über seinen Staatsfonds als Investor an bedeutenden börsennotierten deutschen Unternehmen beteiligt, darunter Mercedes-Benz und GEA.
Zwischen beiden Staaten besteht ein seit 1997 ein Abkommen zur Investitionsförderung und seit 2000 ein Doppelbesteuerungsabkommen.

## Kulturbeziehungen
Beide Länder unterzeichneten 1989 ein bilaterales Kulturabkommen. Seit 2009 haben kuwaitische Studenten im Rahmen eines Austauschprogramms die Möglichkeit, in Deutschland zu studieren. In Kuwait bestand eine Deutsche Schule, welche nach der irakischen Invasion nicht wieder eröffnet wurde. 2016 wurde in Kuwait eine amerikanisch-deutsche Schule eröffnet, an der nach US-amerikanischem Lehrplan in deutscher, arabischer und englischer Sprache unterrichtet wird.

## Militär
Deutsche Rüstungsunternehmen lieferten an Kuwait verschiedene Waffen, darunter Kampfjets (2016), Hubschrauber (2016), Granatwaffen (2008) und Maschinenpistolen (2003).

## Diplomatische Standorte

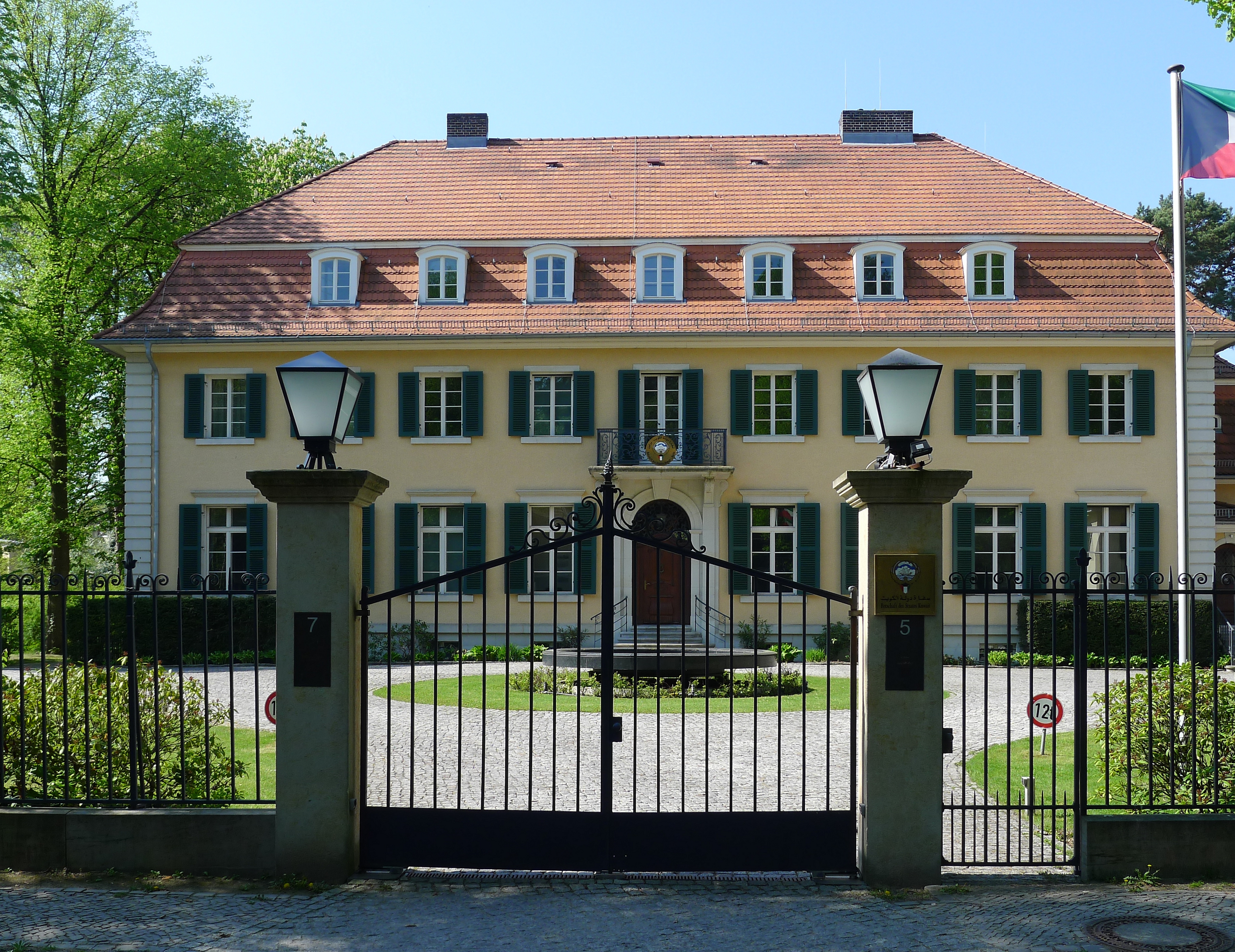
Kuwaitische Botschaft in Berlin

- Deutschland hat eine Botschaft in Kuwait-Stadt.
- Kuwait hat eine Botschaft in Berlin.